# Walter Scheller
Walter Scheller (* 27. Januar 1892 in Hannover; † 21. Juli 1944 bei Brest-Litowsk) war ein deutscher Offizier, zuletzt Generalleutnant im Zweiten Weltkrieg.

## Leben
Walter Scheller trat am 13. Februar 1911 als Fahnenjunker in die Armee ein. Zum 18. August 1912 wurde er beim Infanterie-Regiment 82 zum Leutnant befördert und war als Offizier im Ersten Weltkrieg.
Nach Ende des Krieges wurde er in die Reichswehr übernommen, war 1923 als Rittmeister im 12. Reiter-Regiment und diente dann als Hauptmann im 16. Infanterie-Regiment. Dort wurde er als Kommandeur und Generalstabsoffizier in verschiedenen Einheiten eingesetzt. Am 1. April 1933 zum Major befördert, trat Scheller zur Wehrmacht über und stieg am 1. September 1935 zum Oberstleutnant auf. Ab 1. Oktober 1937 fungierte er als Abteilungschef im Reichskriegsministerium, u. a. von der Auslandsabteilung (Ausl). Am 1. März 1938 zum Oberst befördert übernahm er am 10. November 1938 das Kommando über das Infanterie-Regiment 66 der 13. Infanterie-Division im Raum Magdeburg.
Nach Ausbruch des Zweiten Weltkrieges wurde er zum Chef des Generalstabes des Stellvertretenden Generalkommando des X. Armeekorps in Hamburg. Am 26. Mai 1940 übernahm er die 8. Schützen-Brigade der 8. Panzer-Division, die er in der zweiten Phase des Westfeldzuges und im April 1941 beim Balkanfeldzug befehligte.
Während des Unternehmens Barbarossa war er ab Juli 1941 Stabsoffizier im Verband der 8. Panzer-Division im Baltikum. Am 1. Oktober 1941 erhielt er seine Rangerhöhung zum Generalmajor und wurde am 20. Oktober 1941 mit der Führung der 11. Panzer-Division beauftragt, deren Kommando er mit 29. Dezember 1941 offiziell übernahm. Bis Mitte Mai 1942 hatte er das Kommando inne. Nach kurzer Zeit in der Führerreserve hatte er ab 28. Juli 1942 ein Jahr lang das Kommando über die 9. Panzer-Division inne und war am 1. Januar 1943 zum Generalleutnant befördert worden. Nach einer Verwundung im Juli 1943 musste er das Kommando über die 9. Panzer-Division abgeben und übernahm in der Folge kein weiteres Frontkommando. Am 20. Oktober 1943 übernahm er für einen Monat die Führung der erneut aufgestellten 334. Infanterie-Division und führte u. a. den Transfer der Division nach Italien durch. Am 27. November 1943 wurde er, zeitgleich zu seinem Kommando über die 334. Infanterie-Division, als Vertreter für Generalleutnant Otto Schünemann Kommandeur der 337. Infanterie-Division an der mittleren Ostfront. Anschließend kehrte er zu seinem Kommando zurück. Am 1. Februar 1944 trat er kurzfristig wieder in Führerreserve, bis er am 7. März 1944 zum Festungskommandant von Brest-Litowsk ernannt wurde. In dieser Position fiel er nach Beginn der sowjetischen Sommeroffensive am 21. Juli 1944.

## Auszeichnungen (Auswahl)
- Eisernes Kreuz (1914) II. und I. Klasse
- Verwundetenabzeichen (1918) in Schwarz
- Spange zum Eisernen Kreuz II. und I. Klasse
- Deutsches Kreuz in Gold am 4. Februar 1943[6]
- Ritterkreuz des Eisernen Kreuzes am 8. April 1943[7]